# Amaxia pandama
Amaxia pandama là một loài bướm đêm thuộc phân họ Arctiinae, họ Erebidae.